# Bretagne Classic 2024
La Bretagne Classic 2024 o Bretagne Classic Ouest-France 2024 fou la 88a edició de la cursa Bretagne Classic. Es disputà el 25 d'agost de 2023, tingué un recorregut de 259,6 quilòmetres i començà i acabà a Plouay. Fou el 29è esdeveniment de l'UCI World Tour.
El vencedor fou el suís Marc Hirschi (UAE Team Emirates), que guanyà per un segon i s'imposà al francès Paul Magnier (Soudal Quick-Step) i al danès Magnus Cort (Uno-X Mobility), segon i tercer respectivament.

## Equips participants
| WorldTeams (18)- Alpecin-Deceuninck - Arkéa-B&B Hotels - Astana Qazaqstan Team - Bahrain Victorious - Red Bull-Bora-Hansgrohe - Cofidis - Decathlon-AG2R La Mondiale - EF Education-EasyPost - Groupama-FDJ - Ineos Grenadiers - Intermarché-Wanty - Lidl-Trek - Movistar Team - Soudal Quick-Step - Team dsm-firmenich PostNL - Team Jayco AlUla - Team Visma \| Lease a Bike - UAE Team Emirates ProTeams (6)- Burgos-BH - Euskaltel-Euskadi - Israel-Premier Tech - Lotto Dstny - TotalEnergies - Uno-X Mobility |
| |

## Classificació final
| \| Classificació general \| Classificació general \| Classificació general \| Classificació general \| Classificació general \| \| Corredor \| Corredor \| Equip \| Temps \| \| \| --------------------- \| --------------------- \| -------------------------- \| --------------------- \| --------------------- \| \| 1r \| Marc Hirschi \| UAE Team Emirates \| 6h 09' 35" \| \| \| 2n \| Paul Magnier \| Soudal Quick-Step \| + 1" \| \| \| 3r \| Magnus Cort Nielsen \| Uno-X Mobility \| + 1" \| \| \| 4t \| Arnaud De Lie \| Lotto Dstny \| + 1" \| \| \| 5è \| Thibau Nys \| Lidl-Trek \| + 1" \| \| \| 6è \| Dorian Godon \| Decathlon-AG2R La Mondiale \| + 1" \| \| \| 7è \| Michael Matthews \| Team Jayco AlUla \| + 1" \| \| \| 8è \| Thibaud Gruel \| Groupama-FDJ \| + 1" \| \| \| 9è \| Clément Venturini \| Arkéa-B&B Hotels \| + 1" \| \| \| 10è \| Hugo Page \| Intermarché-Wanty \| + 1" \| \| |                     |                            |            |
| |                     |                            |            |
| Font: ProCyclingStats |                     |                            |            |
| Classificació general |                     |                            |            |
| Corredor | Corredor            | Equip                      | Temps      |
| 1r | Marc Hirschi        | UAE Team Emirates          | 6h 09' 35" |
| 2n | Paul Magnier        | Soudal Quick-Step          | + 1"       |
| 3r | Magnus Cort Nielsen | Uno-X Mobility             | + 1"       |
| 4t | Arnaud De Lie       | Lotto Dstny                | + 1"       |
| 5è | Thibau Nys          | Lidl-Trek                  | + 1"       |
| 6è | Dorian Godon        | Decathlon-AG2R La Mondiale | + 1"       |
| 7è | Michael Matthews    | Team Jayco AlUla           | + 1"       |
| 8è | Thibaud Gruel       | Groupama-FDJ               | + 1"       |
| 9è | Clément Venturini   | Arkéa-B&B Hotels           | + 1"       |
| 10è | Hugo Page           | Intermarché-Wanty          | + 1"       |

## Participants
| Groupama-FDJ GFC | Groupama-FDJ GFC       | Groupama-FDJ GFC |
| ---------------- | ---------------------- | ---------------- |
| Núm              | Ciclista               | Pos              |
| 1                | Valentin Madouas (FRA) | 44è              |
| 2                | Laurence Pithie (NZL)  | 101è             |
| 3                | Romain Grégoire (FRA)  | 37è              |
| 4                | Samuel Watson (GBR)    | DNF              |
| 5                | Olivier Le Gac (FRA)   | 91è              |
| 6                | Thibaud Gruel (FRA)    | 8è               |
| 7                | Clément Davy (FRA)     | DNF              |

| TotalEnergies TEN | TotalEnergies TEN        | TotalEnergies TEN |
| ----------------- | ------------------------ | ----------------- |
| Núm               | Ciclista                 | Pos               |
| 11                | Mathieu Burgaudeau (FRA) | 36è               |
| 12                | Jordan Jegat (FRA)       | 86è               |
| 13                | Thomas Gachignard (FRA)  | 32è               |
| 14                | Julien Simon (FRA)       | 16è               |
| 15                | Sandy Dujardin (FRA)     | 66è               |
| 16                | Pierre Latour (FRA)      | 114è              |
| 17                | Fabien Grellier (FRA)    | 55è               |

| UAE Team Emirates UAD | UAE Team Emirates UAD     | UAE Team Emirates UAD |
| --------------------- | ------------------------- | --------------------- |
| Núm                   | Ciclista                  | Pos                   |
| 21                    | Marc Hirschi (SUI)        | 1r                    |
| 22                    | Diego Ulissi (ITA)        | 38è                   |
| 23                    | Felix Großschartner (AUT) | 47è                   |
| 24                    | Jan Christen (SUI)        | 28è                   |
| 25                    | Finn Fisher-Black (NZL)   | 99è                   |
| 26                    | Domen Novak (SLO) (ruta)  | DNF                   |
| 27                    | Alessandro Covi (ITA)     | 106è                  |

| Lotto Dstny LTD | Lotto Dstny LTD            | Lotto Dstny LTD |
| --------------- | -------------------------- | --------------- |
| Núm             | Ciclista                   | Pos             |
| 31              | Arnaud De Lie (BEL) (ruta) | 4t              |
| 32              | Maxim Van Gils (BEL)       | 41è             |
| 33              | Florian Vermeersch (BEL)   | 78è             |
| 34              | Jasper De Buyst (BEL)      | 96è             |
| 35              | Liam Slock (BEL)           | 102è            |
| 36              | Cedric Beullens (BEL)      | 100è            |
| 37              | Sébastien Grignard (BEL)   | 117è            |

| Team Visma \| Lease a Bike TVL | Team Visma \| Lease a Bike TVL  | Team Visma \| Lease a Bike TVL |
| ------------------------------ | ------------------------------- | ------------------------------ |
| Núm                            | Ciclista                        | Pos                            |
| 41                             | Christophe Laporte (FRA) (ruta) | DNF                            |
| 42                             | Tiesj Benoot (BEL)              | 17è                            |
| 43                             | Bart Lemmen (NED)               | 75è                            |
| 44                             | Koen Bouwman (NED)              | 85è                            |
| 45                             | Mick van Dijke (NED)            | 68è                            |
| 46                             | Tosh Van der Sande (BEL)        | DNF                            |
| 47                             | Julien Vermote (BEL)            | 109è                           |

| Red Bull-Bora-Hansgrohe RBH | Red Bull-Bora-Hansgrohe RBH  | Red Bull-Bora-Hansgrohe RBH |
| --------------------------- | ---------------------------- | --------------------------- |
| Núm                         | Ciclista                     | Pos                         |
| 51                          | Jai Hindley (AUS)            | 88è                         |
| 52                          | Maximilian Schachmann (GER)  | 40è                         |
| 53                          | Matteo Sobrero (ITA)         | 90è                         |
| 54                          | Frederik Wandahl (DEN)       | 23è                         |
| 55                          | Alexander Hajek (AUT) (ruta) | 20è                         |
| 56                          | Emil Herzog (GER)            | 107è                        |
| 57                          | Anton Palzer (GER)           | DNF                         |

| Ineos Grenadiers IGD | Ineos Grenadiers IGD   | Ineos Grenadiers IGD |
| -------------------- | ---------------------- | -------------------- |
| Núm                  | Ciclista               | Pos                  |
| 61                   | Thomas Pidcock (GBR)   | 51è                  |
| 62                   | Magnus Sheffield (USA) | 12è                  |
| 63                   | Tobias Foss (NOR)      | 98è                  |
| 64                   | Connor Swift (GBR)     | 95è                  |
| 65                   | Ben Turner (GBR)       | 108è                 |
| 66                   | Ben Swift (GBR)        | 92è                  |
| 67                   | Salvatore Puccio (ITA) | 113è                 |

| EF Education-EasyPost EFE | EF Education-EasyPost EFE          | EF Education-EasyPost EFE |
| ------------------------- | ---------------------------------- | ------------------------- |
| Núm                       | Ciclista                           | Pos                       |
| 71                        | Neilson Powless (USA)              | 53è                       |
| 72                        | Michael Valgren Andersen (DEN)     | 43è                       |
| 73                        | Simon Carr (GBR)                   | DNF                       |
| 74                        | Lukas Nerurkar (GBR)               | 30è                       |
| 75                        | Mikkel Frølich Honoré (DEN)        | 13è                       |
| 76                        | Yuhi Todome (JPN)                  | DNF                       |
| 77                        | Jardi Christiaan van der Lee (NED) | DNF                       |

| Team Jayco AlUla JAY | Team Jayco AlUla JAY          | Team Jayco AlUla JAY |
| -------------------- | ----------------------------- | -------------------- |
| Núm                  | Ciclista                      | Pos                  |
| 81                   | Michael Matthews (AUS)        | 7è                   |
| 82                   | Anders Foldager (DEN)         | 60è                  |
| 83                   | Luka Mezgec (SLO)             | DNF                  |
| 84                   | Davide De Pretto (ITA)        | 71è                  |
| 85                   | Lucas Hamilton (AUS)          | DNF                  |
| 86                   | Lawson Craddock (USA)         | DNF                  |
| 87                   | Christopher Juul-Jensen (DEN) | 124è                 |

| Israel-Premier Tech IPT | Israel-Premier Tech IPT  | Israel-Premier Tech IPT |
| ----------------------- | ------------------------ | ----------------------- |
| Núm                     | Ciclista                 | Pos                     |
| 91                      | Nick Schultz (AUS)       | 59è                     |
| 92                      | Simon Clarke (AUS)       | 111è                    |
| 93                      | Hugo Houle (CAN)         | 64è                     |
| 94                      | Krists Neilands (LAT)    | 15è                     |
| 95                      | Jake Stewart (GBR)       | 22è                     |
| 96                      | Mads Würtz Schmidt (DEN) | 14è                     |
| 97                      | Guillaume Boivin (CAN)   | 80è                     |

| Team dsm-firmenich PostNL DFP | Team dsm-firmenich PostNL DFP | Team dsm-firmenich PostNL DFP |
| ----------------------------- | ----------------------------- | ----------------------------- |
| Núm                           | Ciclista                      | Pos                           |
| 101                           | Warren Barguil (FRA)          | 25è                           |
| 102                           | Casper van Uden (NED)         | 94è                           |
| 103                           | John Degenkolb (GER)          | 103è                          |
| 104                           | Tobias Lund Andresen (DEN)    | 118è                          |
| 105                           | Nils Eekhoff (NED)            | 31è                           |
| 106                           | Timo Roosen (NED)             | DNF                           |
| 107                           | Alexander Edmondson (AUS)     | DNF                           |

| Arkéa-B&B Hotels ARK | Arkéa-B&B Hotels ARK      | Arkéa-B&B Hotels ARK |
| -------------------- | ------------------------- | -------------------- |
| Núm                  | Ciclista                  | Pos                  |
| 111                  | Kévin Vauquelin (FRA)     | DNF                  |
| 112                  | Ewen Costiou (FRA)        | DNF                  |
| 113                  | Clément Venturini (FRA)   | 9è                   |
| 114                  | Clément Champoussin (FRA) | 35è                  |
| 115                  | Louis Barré (FRA)         | 45è                  |
| 116                  | Alan Riou (FRA)           | DNF                  |
| 117                  | Anthony Delaplace (FRA)   | 62è                  |

| Movistar Team MOV | Movistar Team MOV             | Movistar Team MOV |
| ----------------- | ----------------------------- | ----------------- |
| Núm               | Ciclista                      | Pos               |
| 121               | Alexander Aranburu Deba (ESP) | 29è               |
| 122               | Iván García Cortina (ESP)     | 73è               |
| 123               | Iván Romeo Abad (ESP)         | 77è               |
| 124               | Rémi Cavagna (FRA)            | DNF               |
| 125               | Johan Jacobs (SUI)            | 89è               |
| 126               | Manlio Moro (ITA)             | DNF               |
| 127               | Sergio Samitier (ESP)         | 63è               |

| Lidl-Trek LTK | Lidl-Trek LTK        | Lidl-Trek LTK |
| ------------- | -------------------- | ------------- |
| Núm           | Ciclista             | Pos           |
| 131           | Jasper Stuyven (BEL) | 49è           |
| 132           | Andrea Bagioli (ITA) | 39è           |
| 133           | Thibau Nys (BEL)     | 5è            |
| 134           | Edward Theuns (BEL)  | 84è           |
| 135           | Bauke Mollema (NED)  | 61è           |
| 136           | Quinn Simmons (USA)  | 74è           |
| 137           | Fabio Felline (ITA)  | DNF           |

| Intermarché-Wanty IWA | Intermarché-Wanty IWA     | Intermarché-Wanty IWA |
| --------------------- | ------------------------- | --------------------- |
| Núm                   | Ciclista                  | Pos                   |
| 141                   | Laurenz Rex (BEL)         | 69è                   |
| 142                   | Hugo Page (FRA)           | 10è                   |
| 143                   | Francesco Busatto (ITA)   | 70è                   |
| 144                   | Dion Smith (NZL)          | DNF                   |
| 145                   | Baptiste Planckaert (BEL) | 112è                  |
| 146                   | Gijs Van Hoecke (BEL)     | 116è                  |
| 147                   | Adrien Petit (FRA)        | 104è                  |

| Cofidis COF | Cofidis COF                   | Cofidis COF |
| ----------- | ----------------------------- | ----------- |
| Núm         | Ciclista                      | Pos         |
| 151         | Benjamin Thomas (FRA)         | 27è         |
| 152         | Piet Allegaert (BEL)          | 126è        |
| 153         | Ben Hermans (BEL)             | 50è         |
| 154         | Anthony Perez (FRA)           | 42è         |
| 155         | Alexis Gougeard (FRA)         | 121è        |
| 156         | Nolann Mahoudo (FRA)          | 120è        |
| 157         | Gorka Izagirre Insausti (ESP) | 67è         |

| Decathlon-AG2R La Mondiale DAT | Decathlon-AG2R La Mondiale DAT | Decathlon-AG2R La Mondiale DAT |
| ------------------------------ | ------------------------------ | ------------------------------ |
| Núm                            | Ciclista                       | Pos                            |
| 161                            | Benoît Cosnefroy (FRA)         | 26è                            |
| 162                            | Paul Lapeira (FRA) (ruta)      | 48è                            |
| 163                            | Andrea Vendrame (ITA)          | 34è                            |
| 164                            | Dorian Godon (FRA)             | 6è                             |
| 165                            | Alex Baudin (FRA)              | 46è                            |
| 166                            | Bastien Tronchon (FRA)         | 54è                            |
| 167                            | Lawrence Warbasse (USA)        | 33è                            |

| Astana Qazaqstan Team AST | Astana Qazaqstan Team AST | Astana Qazaqstan Team AST |
| ------------------------- | ------------------------- | ------------------------- |
| Núm                       | Ciclista                  | Pos                       |
| 171                       | Simone Velasco (ITA)      | 11è                       |
| 173                       | Samuele Battistella (ITA) | DNF                       |
| 174                       | Dmitri Grúzdev (KAZ)      | DNF                       |
| 175                       | Daniil Marukhin (KAZ)     | 127è                      |
| 176                       | Michele Gazzoli (ITA)     | DNF                       |
| 177                       | Igor Chzhan (KAZ)         | DNF                       |

| Soudal Quick-Step SOQ | Soudal Quick-Step SOQ    | Soudal Quick-Step SOQ |
| --------------------- | ------------------------ | --------------------- |
| Núm                   | Ciclista                 | Pos                   |
| 181                   | Julian Alaphilippe (FRA) | 58è                   |
| 182                   | Ilan Van Wilder (BEL)    | 56è                   |
| 183                   | Yves Lampaert (BEL)      | DNF                   |
| 184                   | Paul Magnier (FRA)       | 2n                    |
| 185                   | Martin Svrček (SVK)      | 87è                   |
| 186                   | Pepijn Reinderink (NED)  | NP                    |
| 187                   | Ayco Bastiaens (BEL)     | DNF                   |

| Bahrain Victorious TBV | Bahrain Victorious TBV              | Bahrain Victorious TBV |
| ---------------------- | ----------------------------------- | ---------------------- |
| Núm                    | Ciclista                            | Pos                    |
| 191                    | Peio Bilbao López de Armentia (ESP) | 19è                    |
| 192                    | Edoardo Zambanini (ITA)             | 18è                    |
| 193                    | Fred Wright (GBR)                   | 119è                   |
| 194                    | Yukiya Arashiro (JPN)               | DNF                    |
| 195                    | Nikias Arndt (GER)                  | 81è                    |
| 196                    | Dušan Rajović (SRB)                 | DNF                    |
| 197                    | Andrea Pasqualon (ITA)              | 110è                   |

| Alpecin-Deceuninck ADC | Alpecin-Deceuninck ADC     | Alpecin-Deceuninck ADC |
| ---------------------- | -------------------------- | ---------------------- |
| Núm                    | Ciclista                   | Pos                    |
| 201                    | Axel Laurance (FRA)        | 76è                    |
| 202                    | Gianni Vermeersch (BEL)    | 97è                    |
| 203                    | Søren Kragh Andersen (DEN) | 21è                    |
| 204                    | Michael Gogl (AUT)         | DNF                    |
| 205                    | Tobias Bayer (AUT)         | 72è                    |
| 206                    | Silvan Dillier (SUI)       | 125è                   |
| 207                    | Senne Leysen (BEL)         | 115è                   |

| Uno-X Mobility UXM | Uno-X Mobility UXM            | Uno-X Mobility UXM |
| ------------------ | ----------------------------- | ------------------ |
| Núm                | Ciclista                      | Pos                |
| 211                | Jonas Abrahamsen (NOR)        | 105è               |
| 212                | Søren Wærenskjold (NOR)       | DNF                |
| 213                | Rasmus Tiller (NOR)           | 93è                |
| 214                | Magnus Cort Nielsen (DEN)     | 3r                 |
| 215                | Markus Hoelgaard (NOR) (ruta) | 57è                |
| 216                | Fredrik Dversnes (NOR)        | 65è                |
| 217                | William Blume Levy (DEN)      | DNF                |

| Burgos-BH BBH | Burgos-BH BBH              | Burgos-BH BBH |
| ------------- | -------------------------- | ------------- |
| Núm           | Ciclista                   | Pos           |
| 221           | Ander Okamika (ESP)        | 52è           |
| 222           | Ángel Fuentes (ESP)        | 82è           |
| 223           | Clément Alleno (FRA)       | 83è           |
| 224           | Antonio Angulo (ESP)       | 24è           |
| 225           | Óscar Pelegrí (ESP)        | 122è          |
| 226           | Sebastián Mora Vedri (ESP) | 123è          |
| 227           | Karel Vacek (CZE)          | 128è          |

| Euskaltel-Euskadi EUS | Euskaltel-Euskadi EUS             | Euskaltel-Euskadi EUS |
| --------------------- | --------------------------------- | --------------------- |
| Núm                   | Ciclista                          | Pos                   |
| 231                   | Víctor de la Parte González (ESP) | DNF                   |
| 232                   | Xavier Cañellas Sánchez (ESP)     | 79è                   |
| 233                   | Andoni López de Abetxuko (ESP)    | 129è                  |
| 234                   | Asier Etxeberria (ESP)            | DNF                   |
| 235                   | Unai Cuadrado (ESP)               | DNF                   |
| 236                   | Nicolás Alustiza (ESP)            | DNF                   |
| 237                   | Unai Zubeldia (ESP)               | DNF                   |

| Groupama-FDJ GFC | Groupama-FDJ GFC       | Groupama-FDJ GFC |
| ---------------- | ---------------------- | ---------------- |
| Núm              | Ciclista               | Pos              |
| 1                | Valentin Madouas (FRA) | 44è              |
| 2                | Laurence Pithie (NZL)  | 101è             |
| 3                | Romain Grégoire (FRA)  | 37è              |
| 4                | Samuel Watson (GBR)    | DNF              |
| 5                | Olivier Le Gac (FRA)   | 91è              |
| 6                | Thibaud Gruel (FRA)    | 8è               |
| 7                | Clément Davy (FRA)     | DNF              |

| TotalEnergies TEN | TotalEnergies TEN        | TotalEnergies TEN |
| ----------------- | ------------------------ | ----------------- |
| Núm               | Ciclista                 | Pos               |
| 11                | Mathieu Burgaudeau (FRA) | 36è               |
| 12                | Jordan Jegat (FRA)       | 86è               |
| 13                | Thomas Gachignard (FRA)  | 32è               |
| 14                | Julien Simon (FRA)       | 16è               |
| 15                | Sandy Dujardin (FRA)     | 66è               |
| 16                | Pierre Latour (FRA)      | 114è              |
| 17                | Fabien Grellier (FRA)    | 55è               |

| UAE Team Emirates UAD | UAE Team Emirates UAD     | UAE Team Emirates UAD |
| --------------------- | ------------------------- | --------------------- |
| Núm                   | Ciclista                  | Pos                   |
| 21                    | Marc Hirschi (SUI)        | 1r                    |
| 22                    | Diego Ulissi (ITA)        | 38è                   |
| 23                    | Felix Großschartner (AUT) | 47è                   |
| 24                    | Jan Christen (SUI)        | 28è                   |
| 25                    | Finn Fisher-Black (NZL)   | 99è                   |
| 26                    | Domen Novak (SLO) (ruta)  | DNF                   |
| 27                    | Alessandro Covi (ITA)     | 106è                  |

| Lotto Dstny LTD | Lotto Dstny LTD            | Lotto Dstny LTD |
| --------------- | -------------------------- | --------------- |
| Núm             | Ciclista                   | Pos             |
| 31              | Arnaud De Lie (BEL) (ruta) | 4t              |
| 32              | Maxim Van Gils (BEL)       | 41è             |
| 33              | Florian Vermeersch (BEL)   | 78è             |
| 34              | Jasper De Buyst (BEL)      | 96è             |
| 35              | Liam Slock (BEL)           | 102è            |
| 36              | Cedric Beullens (BEL)      | 100è            |
| 37              | Sébastien Grignard (BEL)   | 117è            |

| Team Visma \| Lease a Bike TVL | Team Visma \| Lease a Bike TVL  | Team Visma \| Lease a Bike TVL |
| ------------------------------ | ------------------------------- | ------------------------------ |
| Núm                            | Ciclista                        | Pos                            |
| 41                             | Christophe Laporte (FRA) (ruta) | DNF                            |
| 42                             | Tiesj Benoot (BEL)              | 17è                            |
| 43                             | Bart Lemmen (NED)               | 75è                            |
| 44                             | Koen Bouwman (NED)              | 85è                            |
| 45                             | Mick van Dijke (NED)            | 68è                            |
| 46                             | Tosh Van der Sande (BEL)        | DNF                            |
| 47                             | Julien Vermote (BEL)            | 109è                           |

| Red Bull-Bora-Hansgrohe RBH | Red Bull-Bora-Hansgrohe RBH  | Red Bull-Bora-Hansgrohe RBH |
| --------------------------- | ---------------------------- | --------------------------- |
| Núm                         | Ciclista                     | Pos                         |
| 51                          | Jai Hindley (AUS)            | 88è                         |
| 52                          | Maximilian Schachmann (GER)  | 40è                         |
| 53                          | Matteo Sobrero (ITA)         | 90è                         |
| 54                          | Frederik Wandahl (DEN)       | 23è                         |
| 55                          | Alexander Hajek (AUT) (ruta) | 20è                         |
| 56                          | Emil Herzog (GER)            | 107è                        |
| 57                          | Anton Palzer (GER)           | DNF                         |

| Ineos Grenadiers IGD | Ineos Grenadiers IGD   | Ineos Grenadiers IGD |
| -------------------- | ---------------------- | -------------------- |
| Núm                  | Ciclista               | Pos                  |
| 61                   | Thomas Pidcock (GBR)   | 51è                  |
| 62                   | Magnus Sheffield (USA) | 12è                  |
| 63                   | Tobias Foss (NOR)      | 98è                  |
| 64                   | Connor Swift (GBR)     | 95è                  |
| 65                   | Ben Turner (GBR)       | 108è                 |
| 66                   | Ben Swift (GBR)        | 92è                  |
| 67                   | Salvatore Puccio (ITA) | 113è                 |

| EF Education-EasyPost EFE | EF Education-EasyPost EFE          | EF Education-EasyPost EFE |
| ------------------------- | ---------------------------------- | ------------------------- |
| Núm                       | Ciclista                           | Pos                       |
| 71                        | Neilson Powless (USA)              | 53è                       |
| 72                        | Michael Valgren Andersen (DEN)     | 43è                       |
| 73                        | Simon Carr (GBR)                   | DNF                       |
| 74                        | Lukas Nerurkar (GBR)               | 30è                       |
| 75                        | Mikkel Frølich Honoré (DEN)        | 13è                       |
| 76                        | Yuhi Todome (JPN)                  | DNF                       |
| 77                        | Jardi Christiaan van der Lee (NED) | DNF                       |

| Team Jayco AlUla JAY | Team Jayco AlUla JAY          | Team Jayco AlUla JAY |
| -------------------- | ----------------------------- | -------------------- |
| Núm                  | Ciclista                      | Pos                  |
| 81                   | Michael Matthews (AUS)        | 7è                   |
| 82                   | Anders Foldager (DEN)         | 60è                  |
| 83                   | Luka Mezgec (SLO)             | DNF                  |
| 84                   | Davide De Pretto (ITA)        | 71è                  |
| 85                   | Lucas Hamilton (AUS)          | DNF                  |
| 86                   | Lawson Craddock (USA)         | DNF                  |
| 87                   | Christopher Juul-Jensen (DEN) | 124è                 |

| Israel-Premier Tech IPT | Israel-Premier Tech IPT  | Israel-Premier Tech IPT |
| ----------------------- | ------------------------ | ----------------------- |
| Núm                     | Ciclista                 | Pos                     |
| 91                      | Nick Schultz (AUS)       | 59è                     |
| 92                      | Simon Clarke (AUS)       | 111è                    |
| 93                      | Hugo Houle (CAN)         | 64è                     |
| 94                      | Krists Neilands (LAT)    | 15è                     |
| 95                      | Jake Stewart (GBR)       | 22è                     |
| 96                      | Mads Würtz Schmidt (DEN) | 14è                     |
| 97                      | Guillaume Boivin (CAN)   | 80è                     |

| Team dsm-firmenich PostNL DFP | Team dsm-firmenich PostNL DFP | Team dsm-firmenich PostNL DFP |
| ----------------------------- | ----------------------------- | ----------------------------- |
| Núm                           | Ciclista                      | Pos                           |
| 101                           | Warren Barguil (FRA)          | 25è                           |
| 102                           | Casper van Uden (NED)         | 94è                           |
| 103                           | John Degenkolb (GER)          | 103è                          |
| 104                           | Tobias Lund Andresen (DEN)    | 118è                          |
| 105                           | Nils Eekhoff (NED)            | 31è                           |
| 106                           | Timo Roosen (NED)             | DNF                           |
| 107                           | Alexander Edmondson (AUS)     | DNF                           |

| Arkéa-B&B Hotels ARK | Arkéa-B&B Hotels ARK      | Arkéa-B&B Hotels ARK |
| -------------------- | ------------------------- | -------------------- |
| Núm                  | Ciclista                  | Pos                  |
| 111                  | Kévin Vauquelin (FRA)     | DNF                  |
| 112                  | Ewen Costiou (FRA)        | DNF                  |
| 113                  | Clément Venturini (FRA)   | 9è                   |
| 114                  | Clément Champoussin (FRA) | 35è                  |
| 115                  | Louis Barré (FRA)         | 45è                  |
| 116                  | Alan Riou (FRA)           | DNF                  |
| 117                  | Anthony Delaplace (FRA)   | 62è                  |

| Movistar Team MOV | Movistar Team MOV             | Movistar Team MOV |
| ----------------- | ----------------------------- | ----------------- |
| Núm               | Ciclista                      | Pos               |
| 121               | Alexander Aranburu Deba (ESP) | 29è               |
| 122               | Iván García Cortina (ESP)     | 73è               |
| 123               | Iván Romeo Abad (ESP)         | 77è               |
| 124               | Rémi Cavagna (FRA)            | DNF               |
| 125               | Johan Jacobs (SUI)            | 89è               |
| 126               | Manlio Moro (ITA)             | DNF               |
| 127               | Sergio Samitier (ESP)         | 63è               |

| Lidl-Trek LTK | Lidl-Trek LTK        | Lidl-Trek LTK |
| ------------- | -------------------- | ------------- |
| Núm           | Ciclista             | Pos           |
| 131           | Jasper Stuyven (BEL) | 49è           |
| 132           | Andrea Bagioli (ITA) | 39è           |
| 133           | Thibau Nys (BEL)     | 5è            |
| 134           | Edward Theuns (BEL)  | 84è           |
| 135           | Bauke Mollema (NED)  | 61è           |
| 136           | Quinn Simmons (USA)  | 74è           |
| 137           | Fabio Felline (ITA)  | DNF           |

| Intermarché-Wanty IWA | Intermarché-Wanty IWA     | Intermarché-Wanty IWA |
| --------------------- | ------------------------- | --------------------- |
| Núm                   | Ciclista                  | Pos                   |
| 141                   | Laurenz Rex (BEL)         | 69è                   |
| 142                   | Hugo Page (FRA)           | 10è                   |
| 143                   | Francesco Busatto (ITA)   | 70è                   |
| 144                   | Dion Smith (NZL)          | DNF                   |
| 145                   | Baptiste Planckaert (BEL) | 112è                  |
| 146                   | Gijs Van Hoecke (BEL)     | 116è                  |
| 147                   | Adrien Petit (FRA)        | 104è                  |

| Cofidis COF | Cofidis COF                   | Cofidis COF |
| ----------- | ----------------------------- | ----------- |
| Núm         | Ciclista                      | Pos         |
| 151         | Benjamin Thomas (FRA)         | 27è         |
| 152         | Piet Allegaert (BEL)          | 126è        |
| 153         | Ben Hermans (BEL)             | 50è         |
| 154         | Anthony Perez (FRA)           | 42è         |
| 155         | Alexis Gougeard (FRA)         | 121è        |
| 156         | Nolann Mahoudo (FRA)          | 120è        |
| 157         | Gorka Izagirre Insausti (ESP) | 67è         |

| Decathlon-AG2R La Mondiale DAT | Decathlon-AG2R La Mondiale DAT | Decathlon-AG2R La Mondiale DAT |
| ------------------------------ | ------------------------------ | ------------------------------ |
| Núm                            | Ciclista                       | Pos                            |
| 161                            | Benoît Cosnefroy (FRA)         | 26è                            |
| 162                            | Paul Lapeira (FRA) (ruta)      | 48è                            |
| 163                            | Andrea Vendrame (ITA)          | 34è                            |
| 164                            | Dorian Godon (FRA)             | 6è                             |
| 165                            | Alex Baudin (FRA)              | 46è                            |
| 166                            | Bastien Tronchon (FRA)         | 54è                            |
| 167                            | Lawrence Warbasse (USA)        | 33è                            |

| Astana Qazaqstan Team AST | Astana Qazaqstan Team AST | Astana Qazaqstan Team AST |
| ------------------------- | ------------------------- | ------------------------- |
| Núm                       | Ciclista                  | Pos                       |
| 171                       | Simone Velasco (ITA)      | 11è                       |
| 173                       | Samuele Battistella (ITA) | DNF                       |
| 174                       | Dmitri Grúzdev (KAZ)      | DNF                       |
| 175                       | Daniil Marukhin (KAZ)     | 127è                      |
| 176                       | Michele Gazzoli (ITA)     | DNF                       |
| 177                       | Igor Chzhan (KAZ)         | DNF                       |

| Soudal Quick-Step SOQ | Soudal Quick-Step SOQ    | Soudal Quick-Step SOQ |
| --------------------- | ------------------------ | --------------------- |
| Núm                   | Ciclista                 | Pos                   |
| 181                   | Julian Alaphilippe (FRA) | 58è                   |
| 182                   | Ilan Van Wilder (BEL)    | 56è                   |
| 183                   | Yves Lampaert (BEL)      | DNF                   |
| 184                   | Paul Magnier (FRA)       | 2n                    |
| 185                   | Martin Svrček (SVK)      | 87è                   |
| 186                   | Pepijn Reinderink (NED)  | NP                    |
| 187                   | Ayco Bastiaens (BEL)     | DNF                   |

| Bahrain Victorious TBV | Bahrain Victorious TBV              | Bahrain Victorious TBV |
| ---------------------- | ----------------------------------- | ---------------------- |
| Núm                    | Ciclista                            | Pos                    |
| 191                    | Peio Bilbao López de Armentia (ESP) | 19è                    |
| 192                    | Edoardo Zambanini (ITA)             | 18è                    |
| 193                    | Fred Wright (GBR)                   | 119è                   |
| 194                    | Yukiya Arashiro (JPN)               | DNF                    |
| 195                    | Nikias Arndt (GER)                  | 81è                    |
| 196                    | Dušan Rajović (SRB)                 | DNF                    |
| 197                    | Andrea Pasqualon (ITA)              | 110è                   |

| Alpecin-Deceuninck ADC | Alpecin-Deceuninck ADC     | Alpecin-Deceuninck ADC |
| ---------------------- | -------------------------- | ---------------------- |
| Núm                    | Ciclista                   | Pos                    |
| 201                    | Axel Laurance (FRA)        | 76è                    |
| 202                    | Gianni Vermeersch (BEL)    | 97è                    |
| 203                    | Søren Kragh Andersen (DEN) | 21è                    |
| 204                    | Michael Gogl (AUT)         | DNF                    |
| 205                    | Tobias Bayer (AUT)         | 72è                    |
| 206                    | Silvan Dillier (SUI)       | 125è                   |
| 207                    | Senne Leysen (BEL)         | 115è                   |

| Uno-X Mobility UXM | Uno-X Mobility UXM            | Uno-X Mobility UXM |
| ------------------ | ----------------------------- | ------------------ |
| Núm                | Ciclista                      | Pos                |
| 211                | Jonas Abrahamsen (NOR)        | 105è               |
| 212                | Søren Wærenskjold (NOR)       | DNF                |
| 213                | Rasmus Tiller (NOR)           | 93è                |
| 214                | Magnus Cort Nielsen (DEN)     | 3r                 |
| 215                | Markus Hoelgaard (NOR) (ruta) | 57è                |
| 216                | Fredrik Dversnes (NOR)        | 65è                |
| 217                | William Blume Levy (DEN)      | DNF                |

| Burgos-BH BBH | Burgos-BH BBH              | Burgos-BH BBH |
| ------------- | -------------------------- | ------------- |
| Núm           | Ciclista                   | Pos           |
| 221           | Ander Okamika (ESP)        | 52è           |
| 222           | Ángel Fuentes (ESP)        | 82è           |
| 223           | Clément Alleno (FRA)       | 83è           |
| 224           | Antonio Angulo (ESP)       | 24è           |
| 225           | Óscar Pelegrí (ESP)        | 122è          |
| 226           | Sebastián Mora Vedri (ESP) | 123è          |
| 227           | Karel Vacek (CZE)          | 128è          |

| Euskaltel-Euskadi EUS | Euskaltel-Euskadi EUS             | Euskaltel-Euskadi EUS |
| --------------------- | --------------------------------- | --------------------- |
| Núm                   | Ciclista                          | Pos                   |
| 231                   | Víctor de la Parte González (ESP) | DNF                   |
| 232                   | Xavier Cañellas Sánchez (ESP)     | 79è                   |
| 233                   | Andoni López de Abetxuko (ESP)    | 129è                  |
| 234                   | Asier Etxeberria (ESP)            | DNF                   |
| 235                   | Unai Cuadrado (ESP)               | DNF                   |
| 236                   | Nicolás Alustiza (ESP)            | DNF                   |
| 237                   | Unai Zubeldia (ESP)               | DNF                   |